# Marguerite Weidauer-Wallenda

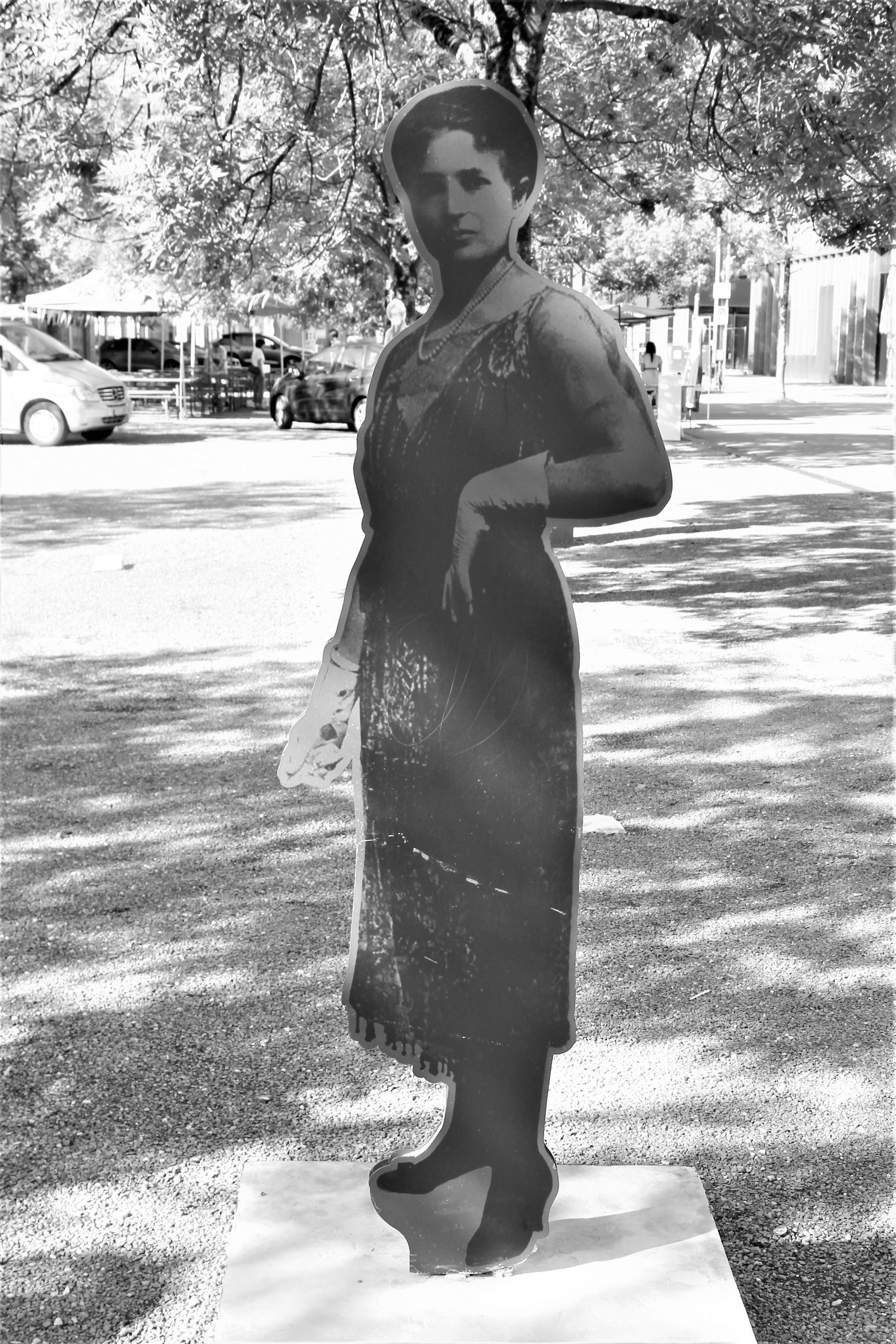
Stele von Marguerite Weidauer-Wallenda auf dem Robert-Walser-Platz in Biel

Marguerite Weidauer, geborene Marguerite Wallenda (geboren am 24. Juli 1882 in Mainz; gestorben am 15. Juni 1972 in Bern) war eine deutsche Schaustellerin in der Schweiz. Sie war Besitzerin der ersten Achterbahn in der Schweiz.

## Biographie

### Werdegang
Marguerite Weidauer-Wallenda stammt aus einer Schaustellerfamilie. Ihr Vater, Philipp Wallenda, besass ein Wachsfigurenkabinett und Zirkusfiguren und ihre Mutter, Anna Suter, war Seiltänzerin. Die Familie zog nach Biel, als Marguerite noch ein Kind war. Dort lernte sie ihr Handwerk. In dieser Zeit war die Stadt Biel beliebter Zwischenhalt für Schausteller und Reisende. Clown Grock – ein weiterer bekannter Bieler – nannte die Stadt Biel «die unbürgerlichste Stadt der Schweiz».
Marguerite Weidauer-Wallenda absolvierte in Biel die Schulen. Rasch erlernte sie den Bieler Dialekt sowie die Sprachen Französisch und Italienisch. Gerne wäre sie Ärztin geworden, aber ihr Vater war dagegen.

### Familie
1908 heiratete sie Heinrich Weidauer (1874–1941). Auch er war Schausteller und Dompteur. Das kinderlose Ehepaar wurde 1934 Bieler Bürger. Seit 1910 hatte Marguerite Weidauer-Wallenda das Schweizer Bürgerrecht und war in Les Breuleux heimatberechtigt. Nach dem Tode ihres Gatten im Jahr 1941 leitete sie ihr Schaustellerunternehmen während 28 Jahren alleine weiter.

### Pionierin des Kinos
Die erste Leidenschaft von Marguerite Weidauer-Wallenda war das Kino, das zu jener Zeit eine neuzeitliche Technik darstellte. Die Geschichte sagt nichts darüber aus, ob sie am 10. März 1897 in Biel die erste öffentliche Vorführung von Kurzfilmen (auch «lebende Bilder» genannt) der Gebrüder Lumière in Biel besuchte. Seit ihrem 16. Lebensjahr war sie von der Filmtechnik fasziniert. Sie schloss mit Georges Hipleh-Walt einen Vertrag über das Mieten einer Kamera und eines Projektors ab. Georges Hipleh-Walt war der erste Besitzer eines dauerhaften Kinos in der Bieler Nidaugasse.
1905 kaufte sich Marguerite Weidauer-Wallenda eine Kamera, mit welcher sie durch die Schweiz tourte. Das Besondere am Wanderkino von Marguerite Weidauer-Wallenda war, dass sie Fussgängerinnen und Fussgänger auf der Strasse filmte und anschliessend die Filmrollen in Paris entwickeln liess. So konnte sie die Filme dem Publikum 36 Stunden später bereits zeigen. Dieses strömte in Scharen zu ihren Vorführungen. Sie zeigte ihre Filme auf Marktplätzen und an Karnevalsveranstaltungen. Es scheint, dass Jahrmärkte vor dem Bestehen dauerhafter Kinosäle eine wichtige Rolle gespielt haben, um das Kino einem breiten Publikum zugänglich zu machen.
Im September 1912 wurde sie offiziell und exklusiv beauftragt, den Besuch des deutschen Kaisers Wilhelm II. in der Schweiz zu filmen. Dieses Zeitdokument wurde Teil der Geschichte des Schweizer Films; das Archiv erwähnt jedoch den Namen der Autorin/des Autors nicht.

### «Madame» Schaustellerin
Marguerite Weidauer-Wallenda blieb vor allem als Schaustellerin berühmt. Als exzentrische Persönlichkeit, die immer einen Hut trug und sich «Madame» nannte, zog sie mehrere Jahrzehnte lang mit ihren Attraktionen über die Rummelplätze Europas. Im Jahr 1921 kauften sie und ihr Mann die erste Achterbahn der Schweiz. Die Bahn wurde in Berlin in Auftrag gegeben und von Mack (der späteren «Europapark-Familie») hergestellt. Sie wog 110 Tonnen und bestand aus 580 Metern Schiene mit kanadischen Douglasienholzwagen. Sie kostete rund CHF 180.000.-. Eine Fahrt auf dieser Bahn dauerte 80 Sekunden. Der Eintrittspreis – der während der gesamten Schausteller-Laufbahn von Marguerite Weidauer-Wallenda gleich blieb – betrug CHF 1 für Erwachsene und CHF 0.50 pro Kind. Die Schaustellerin hatte ein grosses Sicherheitsbewusstsein und hatte mit ihren Attraktionen nie einen Unfall. Die Achterbahn wurde in Anwesenheit von Marguerite Weidauer-Wallenda das letzte Mal 1968 an der Bieler Braderie eingesetzt. 1971 wurde die Bahn versteigert und von drei Luzerner Lunaparks gekauft, aufgefrischt und einige Male benutzt, bevor sich ihre Spur verlor.
Mit ihrer Achterbahn tourte Marguerite Weidauer-Wallenda durch die Lunaparks. Sie hielt mindestens an zehn Stationen pro Jahr und verbrachte mindestens eine Woche in den grössten Städten der Schweiz. In der Zwischenkriegszeit war sie sogar in Deutschland – in Stuttgart und München – präsent. Sie startete die Saison im März an der Bieler Fasnacht und beendete sie im November am Berner Zybelemärit. Einige Quellen erwähnen auch andere Attraktionen auf dem Weidauer Messegelände, so auch Autoscooter.
1952 wurde Marguerite Weidauer-Wallenda Präsidentin des Schweizerischen Schaustellerverbandes. Sie vertrat dort die Interessen ihres Berufsstandes in den Verhandlungen betreffend das Schweizer Arbeitsrecht.

### Tod

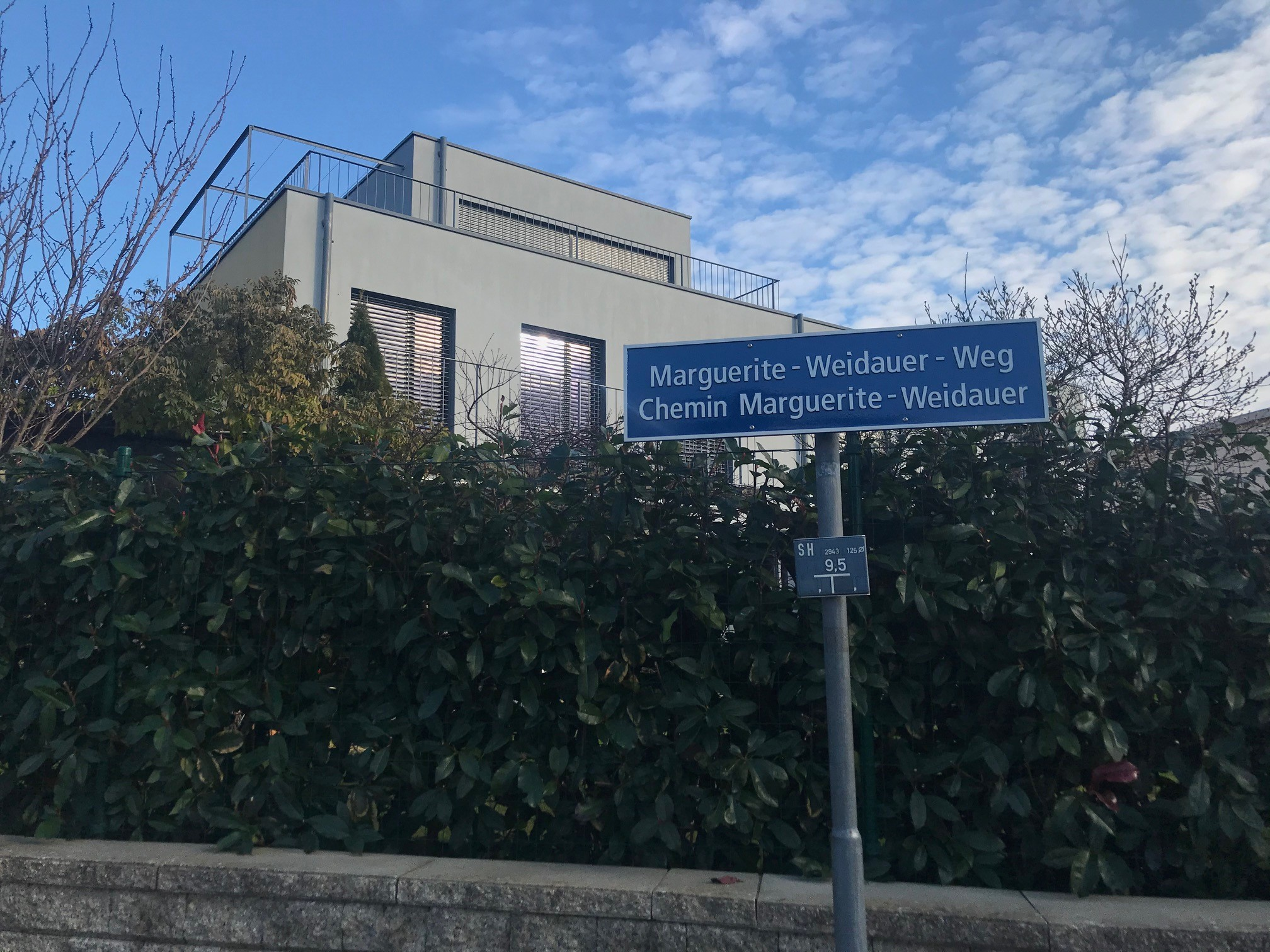
Marguerite-Weidauer Weg in Biel

Marguerite Weidauer-Wallenda war an der Ländtestrasse 13 in Biel wohnhaft. Am 26. März 1969 verkaufte sie ihr Grundstück und ihr Haus, um sich wieder in einem Wohnwagen einzurichten. Sie verbrachte die letzten Jahre ihres Lebens in diesem Wohnwagen, welcher auf dem ehemaligen Gelände ihrer Achterbahn in Nidau stand. Sie verstarb in der Notfallklinik in Bern. Im Jahr 1974 wurde der Gerichtsprozess um ihr Erbe (im Wert von CHF 1,5 Millionen) abgeschlossen mit folgendem Urteil: Walter König erhält 90 % und der im Testament genannte ehemalige Mitarbeiter 10 % ihres Vermögens.

### Würdigungen
Marguerite Weidauer-Wallenda ist die dritte Frau, welcher im Bieler Jahrbuch ein Nachruf gewidmet ist. Seit dem Jahr 2000 trägt in Biel – im Wohnquartier Möösli – eine Strasse ihren Namen.